# 奥町
奥町（おくちょう）は、愛知県一宮市の地名。市内西部、木曽川の左岸に位置する。かつて中島郡に属していた町で、一宮市への編入後、旧町域は一宮市奥町となり、これを以て奥町地区として成立している。

## 小字
| - 七丁 - 丁田 - 下口西 - 下川田 - 上平池 - 三出 - 三出西 - 九西風田 - 内込 - 八瀬割 - 八西風田 - 六丁山 - 前沼 - 剱光寺 - 加古穂 - 北川崎 - 十中風田 | - 十一中風田 - 南目草 - 向神田 - 土桶 - 堤下一 - 堤下二 - 墓北 - 墓南 - 大切前 - 宮南 - 宮前 - 宮東 - 宮郭 - 川崎 - 川並東 - 東丁田 - 甚四前 | - 田畑 - 畑中 - 県郭 - 立切先 - 神田 - 芝原 - 薬師 - 蘇東 - 貴船 - 貴船前 - 貴船東 - 郷中 - 郷中江東 - 郷浦 - 野方 - 野越 - 風田 |

## 世帯数と人口
2019年（平成31年）4月30日現在の世帯数と人口は以下の通りである。
| 町丁 | 世帯数    | 人口     |
| ---- | --------- | -------- |
| 奥町 | 5,689世帯 | 14,380人 |

### 人口の変遷
国勢調査による人口の推移
| 1995年（平成7年）  | 12,242人 | [ 5 ] |  |
| 2000年（平成12年） | 12,578人 | [ 6 ] |  |
| 2005年（平成17年） | 13,309人 | [ 7 ] |  |
| 2010年（平成22年） | 13,992人 | [ 8 ] |  |
| 2015年（平成27年） | 14,216人 | [ 9 ] |  |

## 小・中学校の学区
市立小・中学校に通う場合、学区は以下の通りとなる。
| 番・番地等 | 小学校           | 中学校           |
| ---------- | ---------------- | ---------------- |
| 全域       | 一宮市立奥小学校 | 一宮市立奥中学校 |

## 歴史
古くは伊勢神宮の御厨（みくり・有力な神社の荘園）の一つとして尾張に存し、鎌倉時代は寺領分割され、妙興寺誌に興郷、興村（おきむら）とも呼ばれていた。江戸時代は中島郡奥村であり、尾張藩領であった。
- 1889年（明治22年）10月1日 - 町村制の施行により、奥村が発足。
- 1894年（明治27年）9月13日 - 町制施行。
- 1955年（昭和30年）4月1日 - 一宮市に編入され、一宮市奥町となる。

## 交通

### 鉄道駅
- 名古屋鉄道
BS 尾西線 奥町駅

### 道路
- 愛知県道14号岐阜稲沢線（西尾張中央道）
- 愛知県道146号奥音羽線
- 愛知県道147号西萩原北方線
- 愛知県道148号萩原三条北方線
- 愛知県道193号大垣江南線

## 施設
- 一宮市奥町出張所 奥公民館
- 一宮市立奥中学校
- 一宮市立奥小学校
- 一宮市立奥町東保育園
- 一宮市立奥町西保育園
- 奥町公園
- 奥町郵便局
- 一宮市環境センター

## 神社・仏閣
- 秋葉神社（字向神田61）[12]
- 貴船神明社（字貴船8）[12]
- 若宮神明社（字堤下2-95）[12]
- 尾張猿田彦神社
- 奥城
- 梶川高盛邸

## 出身有名人
- 奥村永福（戦国武将、前田家家老）
- 山内一弘（元プロ野球選手）[13][14]
- 神田真秋（一宮市長、愛知県知事を務めた）
- つボイノリオ（ラジオパーソナリティ、タレント）
- 岩田惣三郎　(実業家)

## その他

### 日本郵便
- 郵便番号 : 491-0201[3]（集配局：一宮郵便局[15]）。